# Hugo Schwanert

Hugo Schwanert

Franz Hugo Schwanert (* 17. Dezember 1828 in Braunschweig; † 17. Oktober 1902 in Greifswald) war ein deutscher Chemiker und Hochschullehrer.

## Leben
Hugo Schwanert lernte in Braunschweig bei dem Apotheker Werner und in Magdeburg bei dem Apotheker Hartmann. 1849 absolvierte er die Gehilfenprüfung und arbeitete in Apotheken in Bremen und Braunschweig. Ab 1854 studierte er Pharmazie und Chemie an der Universität Göttingen, wo er 1857 bei Heinrich Limpricht promoviert wurde. Als Limprecht 1860 auf eine Professur an der Universität Greifswald wechselte, folgte ihm Schwanert und wurde Erster Assistent am Chemischen Institut. Er habilitierte sich 1860 und wirkte ab 1863 als außerordentlicher und ab 1875 als ordentlicher Professor für analytische, pharmazeutische und technische Chemie. 1887/1888 war er Rektor der Universität. Im Jahre 1893 wurde er zum Mitglied der Leopoldina gewählt.
Er wurde durch die Verleihung des Titels eines Geheimes Regierungsrates sowie mehrerer Orden geehrt. Die von Pharmaziestudenten gegründete Verbindung Markomannia Greifswald (heutige Alte Greifswalder Turnerschaft Markomanno-Teutonia) ernannte ihn zum Ehrenmitglied.
Schwanert heiratete 1862 Marie Grote, Tochter des Braunschweiger Apothekers Johann Nicolaus Grote. Aus der Ehe gingen vier Töchter hervor.
Schwanerts älterer Bruder war der Rechtswissenschaftler Hermann August Schwanert (1823–1886).
Er starb 1902 kurz nach seiner Emeritierung.

## Werk
Schwanert arbeitete über die Aminosäure Leucin, über Hippursäure, ätherische Öle und Leichenalkaloide. Er verfasste zahlreiche wissenschaftliche Publikationen.
- Ueber Leucin und seine Zersetzungen. Göttingen 1857, (Göttingen, Universität, Dissertation, 1957; Digitalisat).
- Hülfsbuch zur Ausführung chemischer Arbeiten für Mediciner. Schwetschke und Sohn, Braunschweig 1866, (Mehrere Auflagen).
- Lehrbuch der pharmaceutischen Chemie. 2 Bände. Vieweg und Sohn, Braunschweig 1880–1883, (Digitalisat Bd. 1; Digitalisat Bd. 2).